# Hlavatci
Hlavatci (Priapulida, též Priapula) jsou kmen prvoústých živočichů, fylogeneticky patřící do kladu chobotovci v rámci oddělení Ecdysozoa. Dosud bylo platně popsáno pouze 22 žijících druhů.
Jsou to výlučně bentiční mořští draví živočichové.
Velmi se liší velikostí, od dospělců mikroskopických velikostí, i menších než 3 milimetry (bez ocasu), až po makroskopické, do 40 centimetrů velké.
Jejich fosilní zástupci jsou známí už z kambria (nálezy z Číny a Kanady). Své latinské jméno získali podle antického boha Priapa.
Molekulární analýzy genomů a transkriptomů ukazují, že jejich nejbližší recentní příbuzné zahrnuje sesterský klad tvořený kmeny rypečky (Kinorhyncha) a korzetky (Loricifera).

## Systematika
Moderní systém hlavatců (z roku 2025) rozlišuje v rámci kmene jedinou třídu, jediný řád a jedinou čeleď; některé rody však v něm mají bazálnější postavení:
Kmen Priapulida Théel, 1906
- rod Meiopriapulus Morse, 1981
- třída Priapulimorpha von Salvini-Plawen, 1974
  - rod Tubiluchus Van der Land, 1968
  - řád Eupriapulida Lemburg, 1999
    - rod Maccabeus Por, 1972
    - čeleď Priapulidae Gosse, 1855 (zahrnuje makroskopické druhy)
      - podčeleď Halicryptinae von Salvini-Plawen, 1974
        - rod Halicryptus Von Siebold, 1849

      - podčeleď Priapulinae von Salvini-Plawen, 1974 (synonymum Megintroverta Lemburg, 1999)
        - rody Priapulopsis Koren and Danielssen, 1875; Priapulus Lamarck, 1816; Acanthopriapulus Van der Land, 1970

## Zástupci
- Hlavatec žaludovitý (Priapulus caudatus) žije v Severním moři a je 8 cm velký.
- Hlavatec korálový (Tubiluchus corallicola) žije v mělkých tropických mořích.